# František Procházka (ekolog)
Ing. František Procházka (30. března 1939, Sušice – 26. září 2004, Praha) byl český botanik. Poté, co v Sušici absolvoval střední školu, vystudoval v Praze agronomickou fakultu Vysoké školy zemědělské (dnes FAPPZ ČZU). Poté pracoval 20 let ve Východočeském muzeu v Pardubicích a další 3 roky na Správě KRNAPu ve Vrchlabí. Také pracoval v Muzeu v Prachaticích. Byl dlouholetým předsedou Východočeské pobočky Československé botanické společnosti a později členem jihočeské pobočky České botanické společnosti v Českých Budějovicích a členem jejího výboru. Byl autorem 216 odborných prací. Jeho největší zálibou bylo studium orchidejí.